# Bacino oceanico Atlantico-Indiano
Il bacino oceanico Atlantico-Indiano è un vasto bacino oceanico presente nell'emisfero antartico.
La denominazione è stata ufficialmente approvata nel luglio 1963 dall'United States Board on Geographic Names (ACUF) sulla base delle osservazioni sui bacini marini del pianeta condotta dalla National Geographic Society.